# 庫倫杜 (巴拿馬區)
庫倫杜（西班牙語：Curundú），是巴拿馬的城鎮，位於該國中東部，由巴拿馬省的巴拿馬區負責管轄，面積1.1平方公里，2010年人口16,361，人口密度每平方公里14,873.6人。